# 曾毓雋
曾毓雋（1875年8月5日—1967年11月14日），谱名以烺，字雲霈，福建省福州府閩侯縣人，清末及中華民国的政治人物。

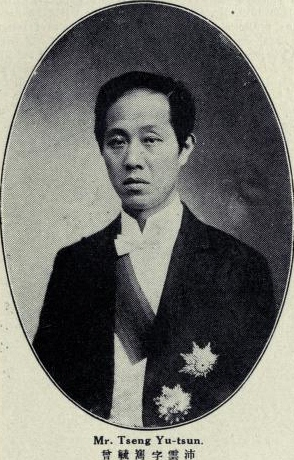

## 生平
1894年（光緒二十年）他中甲午科舉人。清朝他以捐官歷任文安、大城、良乡、宛平及肥乡各地方知县官職，保升候补知府、候补道员、郵傳部参事、调充五路铁道局书记。后由江北提督段祺瑞聘掌书记。辛亥革命爆發後，他曾參與段祺瑞等要求共和第一电。
中華民国成立後，他歷任北京政府交通部各職，1914年（民国3年）他任陸軍部軍需處處長、張家口鹽務稽核所經理。1916年（民国5年），他任国務院秘書、京漢鐵路局長。翌年7月，他随從段祺瑞討伐張勳，任討逆軍總司令部軍需處長。曽毓雋當時被視爲皖系軍閥、交通系政治家。
1918年（民国7年），他任参議院議員。同年10月，他任交通部次長兼鉄路總辦。翌年，他任川粤漢鉄路督辦。同年6月，錢能訓内閣因五四運動而辞任，他繼曹汝霖後任代理交通總長。同年12月，他被任命為第一次靳雲鵬內閣的交通總長。
1920年（民国9年）7月直皖戰争中，皖系敗北，曽毓雋被通缉，先逃入北京东交民巷的日本兵营，旋从日本兵营潜逃至天津租界。1924年（民国13年）11月，段祺瑞臨時執政復權，曽毓雋作爲幕僚也一起復權。翌年，其妹曾毓瑞（字花日）被国民軍逮捕、拘禁，他本人逃脫。国民政府北伐結束後，曽毓雋被国民政府通缉。
1938年（民国27年）南京的中華民国維新政府誘其出山任職，被他拒絕，此後曽毓雋流亡香港。同年6月，他到了重慶，此後他任国民政府賑濟委員会委員直到1941年（民国30年）5月。1949年中華人民共和国成立後，他寓居北京。他手头有自己的109亩的产业——金鱼池，但很快因缴不起地产税而于1953年将该池卖与北京市人民政府。1956年应当时中央文史研究馆馆长章士钊之约，他加入中央文史研究馆为馆员，月薪人民币88元。后长期寄居其独女曾和清、女婿黄大馥的天津寓所直至1967年去世。
1967年11月他病逝于天津河西区广东路荣华里（Mimosa Court，旧称美国军官大院，已于20世纪末拆除）25号楼下。享年92嵗（虚岁93岁）。

## 家庭
- 高祖父：曾暉春
- 曾祖父：曾元炳
- 祖父：曾兆鰲
- 父：曾宗誠
- 伯父（曾宗誠兄）：曾宗彦，曾任清朝江南道监察御史
- 胞弟：曾以鼎，抗日战争期间任海军第二舰队司令，抗战胜利后任海军参谋长，不久随海军部长陈绍宽一起下台。1949年后任中国人民解放军海军司令部研究委员会主任，直至1957年在北京病逝。
  - 侄子（曾以鼎独子）：曾克京，1940年代毕业于西南联大电机系，兼祧其伯父曾毓隽。
- 独女：曾和清
  - 女婿：黄大馥（字君恒）
  - 外孙（曾和清子）：黄以榦，1953年毕业于天津大学机械系内燃机专业，1983年由原国家经委派赴意大利IRI集团各厂在职进修半年，1988年由北京轴承研究所派赴奥地利、美国进修、考察。1993年于北京轴承研究所退休。自号：失端云后二砚轩 主人；归松禅前四屏斋 居士。[3]